# Asceles annandalei
Asceles annandalei är en insektsart som beskrevs av Günther 1938. Asceles annandalei ingår i släktet Asceles och familjen Diapheromeridae. Inga underarter finns listade i Catalogue of Life.